# Estação Liverpool Street
Estação Liverpool Street, também conhecido como London Liverpool Street, é um grande terminal ferroviário que faz parte das 18 estações do grupo de estações centrais de Londres, conectando-se à London Underground no canto nordeste da Cidade de Londres, no distrito de Bishopsgate, é terminal das linhas Greater Anglia, indo em direção a Cambridge, Norwich e pro Aeroporto de Stansted.
A estação foi inaugurada em 1874, como uma substituição da Estação Bishopsgate sendo o principal terminal da Great Eastern Railway. Em 1895, tinha o maior número de plataformas de qualquer estação terminal de Londres. Durante a Primeira Guerra Mundial, um ataque aéreo matou 16 pessoas no local e 146 nas áreas próximas. Na preparação para a Segunda Guerra Mundial, a estação serviu como ponto de entrada para milhares de crianças refugiadas que chegavam a Londres como parte da missão de resgate Kindertransport. A estação foi danificada pelo Atentado de Bishopsgate de 1993 e, durante o Atentado de 7 de julho de 2005, sete passageiros morreram quando uma bomba explodiu a bordo de um trem do metrô, logo após sua partida da estação.
Liverpool Street foi construída como uma estação de dois níveis, que tem conexão ao metrô. A estação de metrô foi inaugurada em 1875 pela Metropolitan Railway; agora é servida pelas linhas Central, Circle, Hammersmith & City e Metropolitan. 

## Estação do Metrô de Londres
Liverpool Street é uma estação do Metrô de Londres, servida pelas linhas Central, Circle, Hammersmith & City e Metropolitan. Situa-se na 1ª zona tarifária do Travelcard de Londres.

## Estação principal

### Serviços
Liverpool Street é a terceira estação mais movimentada do Reino Unido, depois das estações Waterloo e Victoria, ambas também em Londres. Serviu mais de 63,6 milhões de entradas e saídas de passageiros em 2014-15, e é um destino popular para os passageiros; um relatório de 2015 classificou a rota para a Liverpool Street como a oitava mais movimentada de Londres, com cerca de 3,9% da capacidade. É gerenciado diretamente pela Network Rail.
Os trens partem da estação principal para destinos em todo o leste da Inglaterra, incluindo Norwich, Southminster, Ipswich, Clacton-on-Sea, Colchester, Chelmsford, Southend-on-Sea, Cambridge, Harlow, Hertford, Hertfordshire e muitas outras estações suburbanas no norte e leste de Londres, como Essex. Alguns trens expressos diários para a estação de Harwich International fornecem uma conexão com a balsa internacional Dutchflyer, indo para Hoek van Holland. Os trens da linha Stansted Express fornecem uma conexão para o Aeroporto de Stansted, e os serviços para a estação Southend Victoria param no Aeroporto de Southend, em Southend-on-Sea.
A maioria dos serviços de passageiros na Great Eastern Main Line é operada pela Greater Anglia. Desde 2015, o serviço de "metrô" de Shenfield é controlado pela TfL Rail e as linhas da Lea Valley Line para Enfield Town, Cheshunt(via Seven Sisters) e Chingford que agora são operadas pela London Overground.

### História

###### Novo terminal (1875)

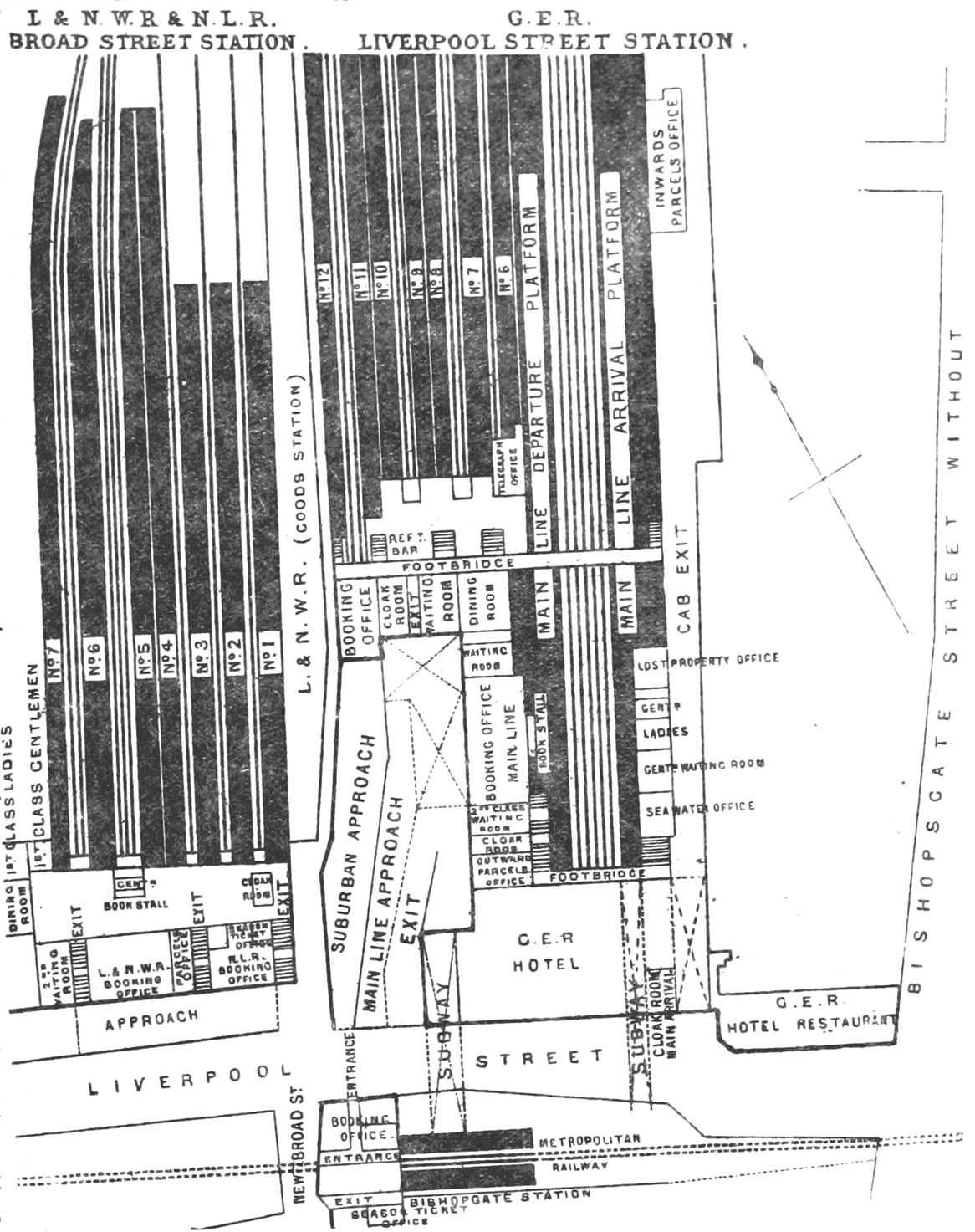
Plano das estações Liverpool Street e Broad Street (de 1888)

A estação de Liverpool Street foi construída com o novo terminal londrino da Great Eastern Railway (GER), que servia as estações de Norwich e King's Lynn. O GER foi formado a partir da fusão de várias empresas ferroviárias, herdando Bishopsgate como seu terminal em Londres.